# Philipp Salentin von Manderscheid-Blankenheim-Gerolstein
Philipp Salentin von Manderscheid-Blankenheim-Gerolstein (* 1615; † 1680) war Domherr in Köln.
Seit 1631 Domherr in Köln, wurde er 1637 zudem Kanoniker an St. Gereon in Köln und 1650 auch Domherr in Straßburg, wo er dann auch Domdechant wurde. Seit 1681 Chorbischof am Kölner Dom, wählte ihn das Kapitel von St. Gereon 1663 zum Stiftsdechanten.